# Két fiatal asszony
A Két fiatal asszony Honoré de Balzac levélregénye, amely 1841-ben két részben, két különböző címmel jelent meg folytatásos regényként a La Presse című lapban: Mémoires d'une jeune femme (valószínűleg 1834-ben íródott) és Sœur Marie des Anges. Furne 1842-ben Jelenetek a magánéletből címmel adta ki, és George Sandnak ajánlotta, akinek jellembeli ereje minden bizonnyal inspirálta az Emberi színjáték szerzőjét.
Ez a regény abban különbözik az Emberi színjáték többi regényétől, hogy ez Balzac egyetlen levélregénye. Az első regénye, a Sténie befejezetlen maradt; ami A völgy liliomát illeti, ez lényegében egy levél formájába bújtatott én-elbeszélés, és Balzac számára ez „az egyetlen rendszer, amely hihetővé tehet egy fiktív történetet” (előszó A völgy liliomához).
A végső cím nem adja vissza pontosan e regény erejét és időnként verbális erőszakosságát. A két főszereplő két ellentétes karaktert képvisel. Az egyik egy szenvedélyes nő, aki képes harcolni saját családja ellen, hogy megmeneküljön a családi törvények elől, és kész bármit megtenni azért, hogy saját elképzelései szerint élhessen; ő egyike azoknak az „bátor embereknek”, amelyek az Emberi színjátékot jellemzik. A másik viszont beletörődik az anyaságba, és hajlandó szenvtelenül házasságot kötni, meggyőződve arról, hogy ez a nő sorsa, és beletörődve családja és a társadalom kívánságaiba; ésszerűen házasodik, sima utat követ, és boldoggá teszi családját.

## Szereplők

### Főszereplők
- Armande-Louise-Marie de Chaulieu : 18 éves párizsi lány a regény elején. Első házassága után de Macumer bárónő, második házassága után pedig Madame Gaston lesz belőle.
- Renée de Maucombe : a Renée de l'Estorade nevet vette fel, amikor Provence-ban férjhez ment. Tíz évvel később Párizsba költözött.

### A levelezés egyéb feladói vagy címzettjei
A tényleges jelenlétük nagyon szórványos. Nem szolgálnak más célt, mint a cselekmény előrehaladását vagy a folyamatban lévő cselekményre vonatkozó nyomokat.
- Louis de l'Estorade : Renée férje.
- Don Felipe Hénarez,  Macumer báró: spanyol báró, először száműzött, majd rehabilitált, Louise de Chaulieu szeretője, majd férje.
- Duc Fernand de Soria : Don Felipe testvére.

### Egyéb említett karakterek
Ezek a szereplők nem írnak leveleket, és alig kerülnek felvázolásra az elbeszélésben.
- Maufrigneuse hercegnő

## Cselekmény

### Első rész
A levélváltás szeptemberben kezdődött, amikor Armande-Louise-Marie de Chaulieu írt barátnőjének, Renée de Maucombe-nak. Megtudjuk, hogy a két lány nemrég hagyta el a blois-i karmelita kolostort. Ez igazi felszabadulás volt a két barátnő számára. A levélváltás során az olvasó azt látja, hogy a két nő útja különböző irányt vesz. Egyrészt Louise (Armande-Louise-Marie de Chaulieu) Párizsba megy, ahol újraegyesül családjával. Nagyanyjának köszönhetően tud boldogulni, aki meghalt, és ráhagyta egész vagyonát. Louise megpróbál valakivé válni, rávenni egy férfit, hogy engedjen a bájainak. Szeretné megtalálni a szerelmet, azt a szerelmet, amitől még inkább élőnek érzi magát, szenvedélyre vágyik. Nagyasszonyként akar debütálni a világban, ruhatárat építeni, bálokba járni. Nevet akar szerezni magának. Végül újra közel került a családjához, különösen az apjához, aki spanyol nagykövet lett. Így aztán spanyol órákat vett Felipe Henareztől. Ő valójában Macumer báró volt, egy spanyol nagyúr, akit politikai okokból Párizsba száműztek, és félig tönkrement. Később a lány rájön a férfi valódi kilétére, és összeházasodnak. Ez a szenvedély és a vágy házassága. Inkább szerelmespárként, mint házastársként éltek, de Louise soha nem fedezte fel az anyaság örömeit.
Renée de Maucombe ezzel szemben visszatért Provence-ba élni. Ha nem akarja, hogy végleg zárdába ítéljék, hozzá kell mennie Louis de l'Estorade-hoz, aki összebújva él vidéki házában, La Crampade-ban. Ez a férfi, aki ránézésre nem sok, de elfogadható, úgy tűnik, nagyon szerelmes a fiatal nőbe, de az érzések nem igazán kölcsönösek. De kötnek egyfajta paktumot: Renée feleségül megy hozzá, azzal a feltétellel, hogy szabad nő marad. Azt a célt tűzte ki maga elé, hogy boldoggá teszi a férfit, és a maga módján rendezi az életüket. Felújítja a házukat, és ígéretet tesz Louisnak arra, hogy nagy karriert fut be. Az első rész azzal ér véget, hogy Renée másodszor is szül.

### Második rész
A mű második részében megtudjuk, hogy Louise végül szerelme erejével megfojtja Felipét, aki néhány évvel házasságuk után meghal. Négy évvel később titokban újra férjhez megy egy költőhöz, Marie Gastonhoz. Három évig élték ki szenvedélyüket vidéken elrejtőzve. Louise azonban rendkívül féltékeny lett, és végül azt hitte, hogy férje megcsalja őt. 30 éves korában hagyta magát meghalni egy tüdőbetegségben, amelyet tudatosan váltott ki. A valóságban a férje csak a bátyja özvegyének segített, ezért a sok visszatérő párizsi út hozzájárult Louise kételyeihez. Louise nagy fájdalmak között halt meg, és sajnálta, hogy soha nem tapasztalta meg az anyaságot.
Renée a maga részéről a férje karrierjére koncentrál. Felmásztak a társadalmi ranglétrán. Louis de l'Estorade parlamenti képviselő, franciaországi peer, a Becsületrend kitüntetettje és a Számvevőszék kamarai elnöke lett. Renée nagyon támogatta őt, és ő volt az, aki arra bátorította, hogy tanuljon és karriert csináljon. Renée-nek megszületett az utolsó gyermeke is; elárulta barátjának, milyen volt anyának lenni (a jó és a rossz oldalával együtt): szülés, szoptatás, gyermekbetegségek, de az öröm is, hogy három gyermekéről gondoskodhatott. Röviden: világi nővé válik, és miután az értelem házasságában lemondott a szenvedélyről, megtapasztalja az anyaság beteljesülését. Louise, a szenvedélyes hősnő megtapasztalja a szerelem boldogságát, de nem tudja megállni, hogy ne legyen féltékeny Renée-re.
A regény folyamán a két fiatal barát ellentétes irányba halad. Ugyanolyan neveltetésben részesültek, mégis más-más utat járnak be, másképp látják a világot, a szerelmet és a házasságot. Barátok maradnak, mesélnek egymásnak az életükről, arról, hogy mit terveznek és mit bánnak. A levélforma lehetővé teszi az olvasó számára, hogy mérlegelje döntéseiket. Balzac maga vallotta: „Inkább Louise öljön meg, minthogy hosszú életet éljek Renée-vel." Az olvasó azonban ezt maga döntheti el.

## Téma
Ez a levélregény két tervezetet egyesít, az egyik 1834-ből származik, címe Mémoires d'une jeune femme, a másik 1835-ből, címe Sœur Marie des Anges. Ez utóbbi, amely vázlat formájában maradt fenn töredékesen megtalálható a Emberi színjátékhoz csatolt vázlatok között, egy tervezet formájában, amely Balzac színpadi és portréfestői technikája szempontjából igen érdekes.
Ebben a regényben Balzac a két ellentétes karakterre való osztódás játékát tárta fel: „Renée az értelem, a bölcsesség és az időtartam választása, a sors uralma (és a képzelet általi kompenzáció); Louise az őrület, az élénk képzelet, az időtartam és a halál iránt közömbös élet: és mindkettő veszíteni fog”.

## Fordítás
- Ez a szócikk részben vagy egészben  a   Mémoires de deux jeunes mariées című francia Wikipédia-szócikk fordításán alapul.  Az eredeti cikk szerkesztőit annak laptörténete sorolja fel. Ez a jelzés csupán a megfogalmazás eredetét és a szerzői jogokat jelzi, nem szolgál a cikkben szereplő információk forrásmegjelöléseként.